# 宮城県名取高等学校
宮城県名取高等学校（みやぎけん なとりこうとうがっこう）は、宮城県岩沼市字朝日にある県立高等学校。

## 概要
戦後、「名取」の名を持つ自治体が存在しなかった頃に、本校の所在地である名取郡岩沼町（現岩沼市）の郡名を採って名取高校と改称した。
略称は、「なと高」 「名取」、を用いることが多い。また、岩沼市内にある唯一の高校である。

## 校章
ナトリの「ナ」の字を図案化。
真善美に向かい大地を踏まえ、真理を探究する意気と誇りを象徴している。

## 校訓・教育方針
教職員・生徒が生き生きと活動できる学校、個性の尊重とともに、公を重んじ生徒の育成を目指す。

## 設置学科
- 全日制
  - 普通科（男女共学）
  - 家政科（男女共学）
- 定時制（4年制）
  - 普通科（男女共学）

- 全日制課程普通科18学級、家政科3学級を併設。
- 普通科は各学年の共通履修科目に加え、1年次は芸術（音楽/美術/書道）、2年次は芸術・簿記・理科を選択できる。3年次になると就職に大別されたクラス編成を実施。その中で、進路希望を考慮した科目が選択できる。
- 家政科は、2年次に共通履修科目併せて専門教科を選択。3年次には食物・被服・保育のそれぞれの分野に分かれた授業も行っている。

## 教育目標
人格の形成をめざし、次の目標を設定して教育にあたり、以て国家社会の有為な人材を育成する。
- 生徒の自己理解と社会認識を深め、積極的な学習を奨揚する。
- 公徳心を涵養し、規律を重んずる習慣を養う。
- 情操豊かな心身ともに健康な生徒の育成に努力する。

## 沿革
1948年（昭和23年）、本校の所在地である名取郡岩沼町の郡名を採って名取高校と改称した。一方、1955年（昭和30年）に隣接する名取郡増田町などが合併して名取郡名取町となり、1958年（昭和33年）には市制施行して名取市となり、1979年には、名取北高校が設置された。
その後、1971年（昭和46年）に岩沼町が市制施行して岩沼市となり、本校の所在地から「名取」の名称はなくなった（1988年に秋保町が仙台市に編入されて名取郡は消滅）際も校名の改称を実施しなかった。このため、「名取」と言えば名取市を指すような状況になった現在、本校を紹介する際「名取市にある高校ではない」と前置きしなければならないこともしばしばである。
- 1924年（大正13年）3月19日 - 岩沼実科高等女学校として開校。岩沼小学校内に設立。本科・専科・補修科を置く。
- 1924年（大正13年）4月11日 - 開校。岩沼尋常小学校内に併置。
- 1924年（大正13年）10月16日 - 宮城県岩沼実科高等学校と改称。
- 1943年（昭和18年）4月1日 - 高等女学校令改正により宮城県岩沼高等女学校と改称。
- 1948年（昭和23年）4月1日 - 宮城県名取高等学校組合設立。（生徒定員・男女480名）校章制定。7月、定時制課程併設。中心校のほか玉浦分校、増田分校設置。
- 1949年（昭和24年）4月23日 - 定時制課程館腰分校設置。
- 1950年（昭和25年）1月26日 - 岩沼町字桜47に校舎新築移転。4月1日、宮城県へ移管。生徒定員男女600名。校歌制定。
- 1951年（昭和26年）3月31日 - 定時制課程玉浦分校、館腰分校廃止。
- 1958年（昭和33年）4月1日 - 定時制課程中心校昼間女子部を廃止、通常課程（家庭科）1学級を置く。
- 1964年（昭和39年）1月8日 - 第3学年朝日新校舎に移転。3月31日、定時制課程増田分校昼間部廃止。
- 1965年（昭和40年）4月1日 - 全日制課程学級増完了し24学級となる。7月全学年現校舎に移転完了（1学年普通科6学級、家政科2学級）。
- 1968年（昭和43年）7月31日 - 体育館竣工。
- 1970年（昭和45年）3月25日 - 同窓会館・食堂完成。
- 1971年（昭和46年）7月10日 - プール竣工。
- 1978年（昭和53年）6月12日 - 宮城県沖地震により校舎に被害を受け、約1,176万円（国庫補助により）をもって復旧。
- 1979年（昭和54年）3月8日 - 定時制課程増田分校閉校。
- 1981年（昭和56年）3月26日 - 校訓（真善美への感動と実践）制定。
- 1983年（昭和58年）10月15日 - 生徒会館・校訓碑竣工。創立60周年記念事業（校訓碑・生徒会館・60周年記念誌「年輪」発刊）。11月、武道館建設着工。
- 1984年（昭和59年）1月31日 - 生徒会館・武道館竣工。2月、武道館落成式・除幕式。
- 1986年（昭和61年）2月14日 - 部室落成式。
- 1987年（昭和62年）4月1日 - 部活動後援会発足。
- 1989年（平成元年）4月1日 - 新制服制定（平成元年度入学生から）。9月、定時制夜間照明設備竣工。
- 1991年（平成3年）9月30日 - 校舎大規模改造工事　第1期（第1棟）竣工。
- 1992年（平成4年）9月30日 - 校舎大規模改造工事　第2期（第2棟）竣工。
- 1993年（平成5年）1月23日 - 創立70周年記念事業（校名看板、写真誌、記念植樹、同窓会会員名簿、講演会）。9月、校舎大規模改造工事　第3期（第3・4棟）竣工。
- 1995年（平成7年）10月2日 - めいこう10年のあゆみ発刊。
- 2000年（平成12年）3月4日 - 宮城県名取高等学校定創立８０周年記念事業実行委員会設置。
- 2002年（平成14年）8月26日 - 全日制生徒食堂開設。
- 2003年（平成15年）3月28日 - 弓道場落成式。7月、全国家庭クラブ研究発表大会開催。10月、創立80周年記念事業（記念誌、同窓会館改修、記念講演、同窓会員名簿）。
- 2005年（平成17年） - 校舎耐震補強工事（第1・2期）竣工。
- 2006年（平成18年）2月17日 - フェンス（北側・西南側）新設工事竣工。3月、防矢ネット新設工事竣工。門（北側正門・東側通用口門）新設工事竣工。防犯灯新設工事竣工。10月、北側及び東側道路外灯新設工事竣工。12月、体育館床改修工事竣工。
- 2007年（平成19年）10月18日 - 保健室エアコン新設工事竣工。
- 2008年（平成20年）9月29日 - 図書館エアコン新設工事竣工。
- 2009年（平成21年）9月 - 野球場グラウンド防球ネット整備工事竣工。
- 2018年（平成30年）4月1日 - 朝日新校舎供用開始。

## 部活動
全日制では、全生徒が運動部、学芸部のうちどちらか一つに所属することになっている。定時制は人数が少ないため、毎年度4月ごとにアンケートをとり、希望の多い部活を開設する。
新体操部（男子）は団体と個人ともに 全国高等学校総合体育大会体操競技・新体操大会に出場。また、団体と個人ともに全国高等学校新体操選抜大会 に出場。同大会で2015年は団体4位入賞。他にも、全日本新体操選手権大会に出場などがある。
陸上部は過去に全国高等学校総合体育大会陸上競技大会で個人が上位入賞している。
運動部
- バスケットボール部
- バレーボール部
- バドミントン部
- ソフトテニス部
- ソフトボール部
- サッカー部
- 新体操部
- 陸上部
- 卓球部
- 野球部
- 柔道部
- 弓道部
- 剣道部

学芸部
- コンピュータ部
- 吹奏楽部
- 美術部
- 科学部
- 音楽部
- 書道部
- 華道部
- 語学部
- 演劇部
- 茶道部
- 合唱部
- 家庭部
- 文芸部

同好会
- インターアクト同好会

## 学校行事
斜字は全日制・定時制両方の行事（但し、合同で行われるのは入学式・名高祭・卒業式のみである）。太字は定時制のみの行事である。
- 4月
  - 入学式
  - 始業式
  - 対面式
  - 教育相談
  - 部活動登録
  - PTA総会
- 5月
  - 仙南総体
  - 開校記念日（5月20日）
  - 生徒会総会
  - 家庭クラブ総会
  - ハローワーク見学会（1年）
- 6月
  - 県高校総体
  - 1学期中間考査
- 7月
  - 進路相談（三者面談）
  - 個人面談
  - 校内球技大会
  - 全校集会
  - 夏期講習
  - 1学期末考査
  - 教育相談
- 8月
  - 全校集会
  - 教育相談
- 9月
  - 1学期期末考査
- 10月
  - 名高祭（文化祭）
  - 生徒会役員・家庭クラブ役員選挙
- 11月
  - 芸術鑑賞
  - ２学期中間考査
- 12月
  - 修学旅行（2年）
  - 全校集会
  - 2学期期末考
- 1月
  - 始業式
- 2月
  - 2学期期末考査（3年）
  - 2学期期末考査（1･2年）
  - 学年末考査
- 3月
  - 卒業式
  - 修了式

## 主な卒業生
- 木村七郎 - 元プロボクサー、全日本ボクシング協会元会長
- 遠藤哲哉 - プロレスラー
- 石川裕人 - 劇作家、演出家
- 佐藤綾人 - タレント（佐藤三兄弟）
- 佐藤颯人 - タレント（佐藤三兄弟）
- 佐藤嘉人 - タレント（佐藤三兄弟）

## アクセス
- JR東北本線岩沼駅より徒歩15分